# Херман К'яравільйо
Херман Пабло К'яравільйо (ісп. Germán Pablo Chiaraviglio; 16 квітня 1987) — аргентинський легкоатлет, що спеціалізується у стрибках з жердиною. Переможець і призер континентальних спортивних змагань, олімпієць.

## Виступи на Олімпіадах
| Олімпіада           | Дисципліна         | Місце |
| ------------------- | ------------------ | ----- |
| Пекін 2008          | стрибки з жердиною | НК    |
| Ріо-де-Жанейро 2016 | стрибки з жердиною | 11    |